# 1784 en santé et médecine
| Années de la santé et de la médecine : 1781 - 1782 - 1783 - 1784 - 1785 - 1786 - 1787    |
| Décennies de la santé et de la médecine : 1750 - 1760 - 1770 - 1780 - 1790 - 1800 - 1810 |

Cet article présente les faits marquants de l'année 1784 en santé et médecine.

## Événements
- Le Collège royal de chirurgie en Irlande obtient sa charte[1].

## Naissances
- 15 février : Camille Montagne (mort en 1866), chirurgien militaire, naturaliste et mycologue français[2].

## Décès
- 15 février : Pierre Joseph Macquer (né en 1718), médecin et chimiste français[3].